# Épeirosz uralkodóinak listája
Épeirosz a görög világ peremén a hellenisztikus kor jelentős állama. Uralkodói a következők:
| Név               | Idő                    | Megjegyzés                                              |
| ----------------- | ---------------------- | ------------------------------------------------------- |
| I. Neoptolemosz   |                        | Akhilleusz fia                                          |
| Helénosz          |                        | Priamosz fia, felesége Neoptolemosz özvegye, Andromakhé |
| Molosszosz        |                        | Neoptolemosz fia                                        |
| Admétosz          | i. e. 469–423          |                                                         |
| Tharüpasz         | i. e. 423–385          | Admétosz fia                                            |
| Alketasz          | i. e. 385–370          | Tharüpasz fia                                           |
| II. Neoptolemosz  | i. e. 370–360          | Alketasz fia                                            |
| I. Alexandrosz    | i. e. 360–352; 342–330 |                                                         |
| Amüntasz          | i. e. 352–342          |                                                         |
| Arribaiosz        | i. e. 342; 323         | Alketasz fia                                            |
| III. Neoptolemosz | i. e. 331–313; 302–296 | I. Alexandrosz fia                                      |
| Aiakidasz         | i. e. 330–313          | (Aecidas)                                               |
| II. Alketasz      | i. e. 313–307          | Arribaiosz fia                                          |
| I. Pürrhosz       | i. e. 307–302; 297–272 | Aiakidasz fia                                           |
| II. Alexandrosz   | i. e. 272–242          | I. Pürrhosz fia                                         |
| II. Pürrhosz      | i. e. 242–234          | II. Alexandrosz fia                                     |
| Ptolemaiosz       | i. e. 234–231          | II. Alexandrosz fia                                     |